# ماري وماكس (فلم)
ماري وماكس (بالإنجليزية: Mary and Max) فيلم كوميدي درامي أسترالي من نوع كوميديا سوداء، من كتابة وإخراج آدم إليوت وإنتاج ميلاني كومب في 2009. وأداء أصوات توني كوليت، فيليب سيمور هوفمان، وإريك بانا.
عُرض الفيلم لأول مرة في ليلة افتتاح مهرجان صاندانس السينمائي عام 2009. وفاز الفيلم بجائزة آنسي كريستال في مهرجان آنسي الدولي لأفلام الرسوم المتحركة عام 2009، وأفضل فيلم رسوم متحركة في حفل توزيع جوائز الشاشة في آسيا والمحيط الهادئ في نوفمبر 2009.

## لمحة عن القصة
ندور أحداث الفيلم في 1976، حول ماري ديزي دينكل، طفلة وحيدة تبلغ من العمر 8 سنوات تعيش في إحدى ضواحي مدينة ملبورن الأسترالية. عائلة ماري هي عائلة فقيرة بعض الشيء حيث لا تستطيع شراء ألعاب أو ملابس جيدة لها، دائماً ما يتم مضايقة ماري من قبل زملائها في المدرسة بسبب الوحمة الموجودة على جبينها. والدها نورمان، دائماً منعزل عن الأخرين ولا يتكلم مع أي أحد ووالدتها فيرا، مدمنة كحول ومصابة بمرض السرقة. أقرب شيء لماري كصديق هو جارها العجوز الذي تحضل له ماري البريد لين هيسلوب، محارب قديم كان قد خسر ساقيه في أحد السجون أثناء مشاركته في الحرب العالمية الثانية، ومصاب أيضاً برهاب الخلاء.
في أحد الأيام تقرر ماري كتابة رسالة لشخص يعيش في نيويورك وبالصدفة تختار ماكس جيري هورويتز من دليل التليفون. يتبين بأن ماكس هو شخص مصاب بالسمنة المرضية ويبلغ من العمر 44 سنة ولديه عدة مشاكل عقلية (مثل نوبات الهلع والإفراط في الطعام) جعلته غير قادر على تكون علاقات قريبة مع الأخرين. يقرر ماكس الرد على رسالة ماري ويصبح الاثنان أصدقاء. مع مرور الوقت تبدأ ماري بطرح العديد من الأسئلة حول حياة البالغين الأمر الذي يفاقم نوبات هلع ماكس مما يؤدي إلى دخول إلى مصح عقلي لفترة من الزمن. أثناء توجده هناك، يتم تشخيص ماكس بالاكتئاب وبمتلازمة أسبرجر. الآن وقد أصبح لديه علم لماذا لا يستطيع التأقلم مع الآخرين، تتغير نظرة ماكس إلى حياته ويستكمل مراسلاته مع ماري.

## طاقم التمثيل
- باري همفريز بدور الراوي.[4]
- توني كوليت بدور ماري ديزي دينكل.[4]
- فيليب سيمور هوفمان بدور ماكس جيري هورويتز.[4]
- إريك بانا بدور داميان بابادوبلس.[4]
- ريني غيير بدور فيرا لوران دينكل.
- مولي مالدروم بدور الرجل المتشرد.
- كارولين شكسبير-اللان بدور راوي.

## الموضوعات
يعالج الفيلم عدة موضوعات مثل الإهمال في مرحلة الطفولة، الصداقة، المضايقات، الوحدة، التوحد (متلازمة أسبرجر على وجه الخصوص)، السمنة، الاكتئاب، القلق.

## الإنتاج
يستند الفيلم على قصة حقيقية. في مقابلةٍ أجريت معه في أبريل 2009، أوضح الكاتب والمخرج إليوت أن شخصية ماكس مستوحاةٌ من «صديقٍ لي بالمراسلة في نيويورك، وقد كنت أكتب له لأكثر من عشرين عاماً».
استمرت مرحلة التصوير الرئيسي أكثر من 57 أسبوعاً، وتم استخدام 133 موقع تصويرٍ منفصلٍ، 212 دميةٍ، و475 مجسمٍ مصغرٍ، «بما في ذلك آلة كتابةٍ من نوع أندروود تعمل بشكلٍ كاملٍ والتي على ما يبدو استغرق تصميمها وبناؤها 9 أسابيع».

## الإصدار

### العرض الرسمي
عُرض الفيلم رسمياً في صالات السينما في 9 أبريل، 2009، إلّا أنه لم يتم عرضه في أي سينما عامة في الولايات المتحدة، على الرغم من أنه قد تم عرضه في العديد من المهرجانات السنيمائية الأمريكية، وعرض لفترةٍ وجيزةٍ في أحد مسارح الليامول في منطقة لوس أنجليس. الموزع الأمريكي للفيلم (IFC Films) أتاح الفيلم عبر نظام الفيديو حسب الطلب.

### الميزانية والإيرادات
بلغت ميزانية الفيلم 8.24 مليون دولار أسترالي، وحقق إيراداتٍ بلغت 1,004,379 دولار في شباك التذاكر الأسترالية. وبلغت إيراداته عالمياً 1,725,381 دولار.

### ردود النقاد
تلقى الفيلم مراجعات إيجابية جداً من مختلف النقاد حيث حصل على نسبة 95% على موقع الطماطم الفاسدة بناءً على 55 مراجعة.

### الجوائز والترشيحات
حصل الفيلم على الجائزة الكبرى لأفضل فيلم رسوم متحركة في مهرجان أوتاوا الدولي للرسوم المتحركة لعام 2009 وفاز بالتشارك مع فيلم كورالاين بجائزة أفضل فيلم لعام 2009 في مهرجان آنسي الدولي لأفلام الرسوم المتحركة. وكان الفيلم أيضاً على قائمة المرشحين لجائزة الأوسكار لأفضل فيلم رسوم متحركة في مهرجان توزيع جوائز الأوسكار الثاني والثمانين، لكن في النهاية لم يتم ترشيحه

## وصلات خارجية
- الموقع الرسمي.
- مقالات تستعمل روابط فنية بلا صلة مع ويكي بيانات